# Корнвелс Хајтс-Едингтон (Пенсилванија)
Корнвелс Хајтс-Едингтон (енгл. Cornwells Heights-Eddington) град је у америчкој савезној држави Пенсилванија.

## Демографија
По попису из 2000. године број становника је 3.406.
| Група             | 2000.         | 2010.    |
| Белци             | 3.256 (95,6%) | 0 (0,0%) |
| Афроамериканци    | 47 (1,4%)     | 0 (0,0%) |
| Азијати           | 37 (1,1%)     | 0 (0,0%) |
| Хиспаноамериканци | 52 (1,5%)     | 0 (0,0%) |
| Укупно            | 3.406         | 0        |